# Банкноти новозеландського долара
Банкноти новозеландського долара — банкноти, що перебувають в обігу в Новій Зеландії, на Островах Кука, Токелау, Ніуе та на островах Піткерн  деноміновані в новозеландському доларі (символ: $ ; код валюти ISO 4217 NZD, також скорочено NZ$ ). Вони випускаються Резервним банком Нової Зеландії і з 1999 року виготовляються з полімеру. 

## Історія
До 1934 року в Новій Зеландії ряд торгових банків випускали власні банкноти і не були зобов'язані приймати банкноти один одного. До 1920-х років існувало загальне бажання мати єдину національну валюту. Відповідно, у 1934 році було створено Резервний банк, який став єдиним органом, відповідальним за випуск національних банкнот Нової Зеландії, а Казначейство Нової Зеландії відповідало за випуск нових монет.   Нова Зеландія була останнім британським домініоном, який запровадив національну валюту.
Резервний банк випустив сім різних випусків новозеландських банкнот; два випуски відбулися, коли новозеландський фунт був національною валютою, а решта п'ять випусків відбулися після того, як Нова Зеландія перейшла на десяткову валюту в 1967 році. 

### Перша та друга серії: До десяткової системи числення
Перші новозеландські банкноти були випущені 1 серпня 1934 року за підписом першого голови Резервного банку Леслі Лефо. Перший випуск був надрукований Томасом де ла Рю та його компанією в Лондоні та містив купюри номіналом 10/- (десять шилінгів ), 1 фунт (один фунт), 5 і 50 фунтів стерлінгів. Банкноти були однакового розміру: 7 на 3,5 дюйма (178 мм × 89 мм). 
Банкноти першого випуску були розроблені в стислі терміни і тому мали бути тимчасовими. Вони були розроблені на основі банкнот, що вже перебували в обігу, і містили маорійську іконографію: на кожній банкноті було зображено ківі, герб Нової Зеландії, гору Мітре-Пік та портрет короля Тафіао, другого короля маорі.  
Банкноти другої серії були вперше випущені 6 лютого 1940 року з нагоди сторіччя підписання Договору Вайтангі. Дизайн банкнот був розроблений Комітетом Резервного банку на чолі з Лефо за участю консультантів, зокрема сера Джеймса Шеллі. Дизайн і кольори банкнот номіналом 10 і 50 фунтів стерлінгів були змінені, а також була введена банкнота номіналом 10 фунтів стерлінгів. Портрет капітана Джеймса Кука замінив портрет короля Тафіао, а іконографія маорі стала менш помітною, ніж у другому випуску, хоча король залишився на водяному знаку банкнот.   
Британський монарх не був зображений на жодній з банкнот першого чи другого випуску, оскільки відповідна гравюра Георга VI не була вчасно виготовлена. 

## Поточні банкноти
Останній випуск банкнот Нової Зеландії — сьома серія, вперше випущена в жовтні 2015 року та травні 2016 року.
| Номінал     | Розміри     | Основний колір | Опис                                           | Опис | Опис         | Дата випуску      |
| Номінал     | Розміри     | Основний колір | Аверс                                          | Реверс | Водяний знак | Дата випуску      |
| ----------- | ----------- | -------------- | ---------------------------------------------- | --- | ------------ | ----------------- |
| 5 доларів   | 135 × 66 мм | Помаранчевий   | Едмунд Гілларі Аоракі / Маунт Кук              | Сцена на острові Кемпбелл Хойхо (жовтоокий пінгвін) Бульбінелла Росса Pleurophyllum speciosum (Маргаритка острова Кемпбелл) Бичача ламінарія | Єлизавета II | Жовтень 2015 року |
| 10 доларів  | 140 × 68 мм | Синій          | Кейт Шеппард Білі квіти камелії                | Річкова сцена Whio (блакитна качка) Parahebe catarractae Папороть блехнум                                                                    | Єлизавета II | Жовтень 2015 року |
| 20 доларів  | 145 × 70 мм | Зелений        | Єлизавета II Будинки парламенту Нової Зеландії | Альпійська сцена Нової Зеландії Kārearea (новозеландський сокіл) Мальборо рок ромашка Червона купина в квітці Гора Тапуае-О-Уенуку           | Єлизавета II | Травень 2016 року |
| 50 доларів  | 150 × 72 мм | Фіолетовий     | Сер Апірана Нґата Будинок зустрічей Порурангі  | Сцена хвойного широколистяного лісу Кокако (блакитна плетена ворона) Сапплджек (кареао) Небесно-блакитний гриб                               | Єлизавета II | Травень 2016 року |
| 100 доларів | 155 × 74 мм | Червоний       | Ернест Резерфорд Медаль Нобелівської премії    | Сцена букового лісу Мохуа (жовтоголовий) Червоний бук Лишайникова міль Південного острова                                                    | Єлизавета II | Травень 2016 року |

## Минулі банкноти
У зв'язку зі зміною принтерів, дизайну та матеріалу основи, новозеландські банкноти мали кілька дизайнів. За винятком демонетизованих $1 і $2, всі десяткові банкноти все ще є законним платіжним засобом, хоча їх рідко можна побачити в регулярному обігу.

## Пам'ятні банкноти
| Номінал    | Основний колір | Опис | Опис                                                   | Дата випуску |
| Номінал    | Основний колір | Аверс | Реверс                                                 | Дата випуску |
| ---------- | -------------- | --- | ------------------------------------------------------ | ------------ |
| 10 доларів | Синій          | «150-та річниця Вайтанзького договору» Те саме, що стандартна десятидоларова купюра серії 4, але з логотипом Котуку (білої чаплі) Комісії 1990 року, яка організувала святкування 150-річчя підписання Договору Вайтангі. | Сцена підписання договору Вайтангі.                    | 1990 рік     |
| 20 доларів | Зелений        | «70-річчя Єлизавети ІІ» Єлизавета II, будівля парламенту | Новозеландський сокіл Гора Тапуає-о-Уенуку, Пахістегія | 1996 рік     |
| 10 доларів | Синій          | «Міленіум» Карта Нової Зеландії, човен | Види спорту                                            | 2000 рік     |

## Особливості захисту
Новозеландські банкноти мають багато захисних елементів для запобігання підробці .  Новітні полімерні банкноти також мають характерне пластикове покриття і не повинні легко рватися.

## Старі або пошкоджені банкноти
Резервний банк приймає до оплати всю валюту Нової Зеландії за номіналом. Це стосується всієї демонетизованої або вилученої з обігу валюти, однак така валюта не повинна прийматися міняйлами, оскільки вона більше не є законним платіжним засобом. Усі десяткові банкноти, випущені з 1967 року, залишаються законним платіжним засобом, за винятком однодоларових і дводоларових банкнот, які були вилучені з обігу в 1991 році. 
Загалом, Резервний банк замінює пошкоджені банкноти, якщо їх можна розпізнати. Однак, якщо на банкноті відсутня частина, вона може бути виплачена за ціною, нижчою за номінальну, залежно від того, яка частина банкноти залишилася. Наприклад, якщо пред'явлено банкноту, розмір якої перевищує дві третини її початкового розміру, банк повинен виплатити клієнту її повну вартість. За банкноту, що становить від однієї третини до двох третин від початкового розміру, банк виплачує половину її вартості, а банкноти, від яких залишилося менше однієї третини, вважаються недійсними. 